# 松野允彦
松野允彦（まつの のぶひこ、1938年3月27日 - 2014年12月27日）は日本の大蔵官僚。血液型はA型。

## 概要
東京都立小石川高等学校、東京大学法学部第2類（公法コース）卒業。1961年 大蔵省入省（理財局総務課）。主計局防衛第一係長、公正取引委員会事務局経済部国際課係長の後、1968年7月 立川税務署長。課長補佐時代は証券局と理財局で勤務。1984年6月 銀行局銀行課長。1985年6月 銀行局総務課長。1986年6月10日 関東信越国税局長。1987年6月25日 関東財務局東京証券取引所監理官兼大臣官房審議官（証券局担当）。1988年6月15日 大臣官房審議官（証券局担当）。1989年6月23日 大臣官房審議官（銀行局担当）。1990年6月29日 証券局長。1992年6月26日 退官。同年7月10日 日本開発銀行理事（〜1994年7月）。1994年7月20日 全国地方銀行協会副会長（〜2002年6月）。2014年12月27日 硬膜下血腫で死去。

## 略歴
- 1961年4月：大蔵省入省（理財局総務課）。
- 1962年4月：理財局国庫課。
- 1963年6月：近畿財務局管財部。
- 1964年6月：名古屋国税局調査査察部。
- 1965年4月：大臣官房調査課調査主任[3]。
- 1966年4月：主計局防衛第一係長。
- 1966年8月：公正取引委員会事務局経済部国際課第一係長[4]。
- 1968年7月：立川税務署長。
- 1970年7月：証券局証券検査課長補佐。
- 1972年7月：証券局業務課長補佐（総括）[5]。
- 1974年7月17日：理財局資金第一課長補佐（運用一）[6][7]。
- 1975年7月：理財局資金第一課長補佐（総括・企画・調査）[8]。
- 1976年7月：理財局総務課長補佐。
- 1977年7月：理財局付（外務研修）。
- 1978年5月：外務省在アメリカ合衆国日本国大使館参事官。
- 1981年7月：証券局資本市場課長。
- 1982年6月：理財局国債課長。
- 1984年6月：銀行局銀行課長。
- 1985年6月：銀行局総務課長。
- 1986年6月10日：関東信越国税局長。
- 1987年6月25日：関東財務局東京証券取引所監理官 兼 大臣官房審議官（証券局担当）。
- 1988年6月15日：大臣官房審議官（証券局担当）。
- 1989年6月23日：大臣官房審議官（銀行局担当）。
- 1990年6月29日：証券局長。
- 1992年6月29日：退官。
- 2014年12月27日：硬膜下血腫で死去。

## 入省同期
入省同期に、寺村信行（国家公務員共済組合連合会理事長、国税庁長官、銀行局長、理財局長、経済企画庁長官官房長）、濱本英輔（ロッテ球団社長、日本政策投資銀行副総裁、国税庁長官）、野田実（衆議院議員）、畠山蕃（防衛次官）、八木橋惇夫（沖縄金融公庫理事長、環境次官）、源氏田重義（大和銀行副頭取、印刷局長）などがいる。